# Municipio 8 Mallard Creek
El municipio 8 Mallard Creek (en inglés: Township 8, Mallard Creek) es un municipio ubicado en el  condado de Mecklenburg en el estado estadounidense de Carolina del Norte. En el año 2010 tenía una población de 4.088 habitantes.

## Geografía
El municipio 8 Mallard Creek se encuentra ubicado en las coordenadas 35°23′42.79″N 80°48′3.18″O / 35.3952194, -80.8008833.